# 2019年インドネシア総選挙
2019年インドネシア総選挙（2019ねんインドネシアそうせんきょ、インドネシア語: Pemilihan umum Indonesia 2019）は、インドネシアで2019年4月17日に実施された選挙である。インドネシア史上初めて、大統領選挙と議会選挙が同時に行われた。

## 大統領選挙

### 概要
2014年、大統領に就任したジョコ・ウィドドは当初議会において少数与党であったが、ゴルカルと開発統一党が与党入りに合意し、議会選においても所属する闘争民主党が多数派を形成することに成功した。
2019年4月17日に、インドネシア大統領選挙およびインドネシア国民議会(下院)選挙の投票が実施され、即日開票が行われた。
なお、2つの選挙の同時実施により、開票スタッフ・選挙管理委員会の職員・警察官など382名が過労死し、過労により体調を崩した職員は1470人に達したと報じられている。

### 選挙データ
2008年に成立した選挙法では、大統領選と議会選は3ヶ月以上の間隔をあけて執行することが規定されていた。しかし憲法裁判所における審議の結果、投票率の向上と選挙費用の削減が図られることから、2019年に実施される大統領選と議会選は同時開催することとなった。

### 候補者
4回目となる大統領選で、現職のジョコ・ウィドドは再選を目指し、副大統領候補にイスラム教指導者のマアルフ・アミンを擁立した。一方前回の大統領選で敗北したプラボウォ・スビアントは副大統領候補に元ジャカルタ州副知事のサンディアガ・ウノを擁立した。
| 労働者連合   | 労働者連合       | 公正繁栄連合     | 公正繁栄連合           |
| 大統領候補   | ジョコ・ウィドド | 大統領候補       | プラボウォ・スビアント |
| 副大統領候補 | マアルフ・アミン | 副大統領候補     | サンディアガ・ウノ     |
|              |                  |                  |                        |
| 大統領       | 大統領           | グリンドラ党党首 | グリンドラ党党首       |
|              |                  |                  |                        |

### 選挙結果
現職のジョコ・ウィドド候補が再選確実となり、勝利宣言を発表した。選挙前の世論調査でも対立候補を引き離し、大きくリードしていた。
| 大統領候補者 副大統領候補者 | 大統領候補者 副大統領候補者               | 所属政党               | 得票数      | 得票率 |
|                             | ジョコ・ウィドド マアルフ・アミン         | 労働者連合             | 85,607,362  | 55.50% |
|                             | プラボウォ・スビアント サンディアガ・ウノ | 公正繁栄連合           | 68,650,239  | 44.50% |
| 有効票数（有効率）          | 有効票数（有効率）                        | 有効票数（有効率）     | 154,257,601 | 97.62% |
| 無効・白票数（無効率）      | 無効・白票数（無効率）                    | 無効・白票数（無効率） | 3,754,905   | 2.38%  |
| 投票総数（投票率）          | 投票総数（投票率）                        | 投票総数（投票率）     | 158,012,506 | 81.93% |
| 棄権者数（棄権率）          | 棄権者数（棄権率）                        | 棄権者数（棄権率）     | 34,853,748  | 18.07% |
| 有権者数                    | 有権者数                                  | 有権者数               | 192,866,254 | 100.0% |
| 出典：KPU                   |                                           |                        |             |        |